# Исчезнувшие населённые пункты Хабаровского края
Исчезнувшие населенные пункты Хабаровского края — перечень прекративших существование населённых пунктов на территории Хабаровского края.
В силу разных причин они были покинуты жителями, или включены в состав других населённых пунктов.

## 2024 год
Ниланкан, Адникан Почепта, 142 км, 213 км, Пионерский лагерь имени Олега Кошевого, Дом отдыха Шарголь.

## 2016 год
в связи с отсутствием проживающих граждан упразднены следующие сельские населенные пункты:
1) село Кетанда, находящееся на территории Охотского района;
2) метеостанцию Дуки, находящуюся на территории Солнечного района.

## 2015 год
в связи с отсутствием проживающих граждан упразднены сельские населенные пункты:
разъезд 101 км, село Чучи и разъезд 135 км, находящиеся на территории Комсомольского района

## 2011 год
Упразднены, из-за оттока проживавшего в них населения, что повлекло за собой полное отсутствие жителей в следующих населенных пунктах:
1) монтерский пункт Аимчан, монтерский пункт Назарово и база Нялбандя, находящиеся на территории Аяно-Майского района;
2) казарма 146 км, казарма 156 км, казарма 180 км, казарма 193 км, находящиеся на территории Верхнебуреинского района;
3) поселок при станции Аксака и поселок при станции Удоми, находящиеся на территории Комсомольского района;
4) метеорологическая станция Болодек, монтерский пункт Маймагун и монтерский пункт Тыл, находящиеся на территории Тугуро-Чумиканского района.
2007 год
- монтерские пункты Аяно-Майского района[5]:
  - Инили, Таландай, Таёжный, Третий контрольный, Челака, относящиеся к Аимской сельской администрации;
  - Кени, Малгин, Немуй, Авлекан, Дуркино, Джигда, Килый, Сибикчан, Чаканечкан, Эганкан, относящиеся к Аянской сельской администрации;
  - Кочуково, Лики, Палатканда, Первомайск, Токур, Икия, относящиеся к Нельканской сельской администрации.